# 정주시·정읍군
정주시·정읍군은 대한민국의 옛 국회의원 선거구이다. 당시 전라북도 정주시와 정읍군 지역을 관할했다.

## 역사
제13대 국회의원 선거를 앞두고 정주시·정읍군·고창군 선거구에서 분리되면서 신설되었다.
1995년 1월, 정주시와 정읍군이 통합되어 통합 정읍시가 출범했다. 이에 제15대 국회의원 선거를 앞두고 정읍시 선거구로 개편되었다.

## 역대 국회의원
| 선거   | 정당 | 정당       | 의원   |
| ------ | ---- | ---------- | ------ |
| 1988년 |      | 평화민주당 | 김원기 |
| 1992년 |      | 민주당     | 김원기 |

## 역대 선거 결과

### 대한민국 제13대 국회의원 선거
|  | 64.29% |

|  | 27.92% |

|  | 2.56% |

|  | 2.15% |

|  | 1.37% |

|  | 1.11% |

|  | 0.56% |

### 대한민국 제14대 국회의원 선거
|  | 74.74% |

|  | 15.90% |

|  | 5.88% |

|  | 3.45% |